# Carlo Alberto Galluzzi
Carlo Alberto Galluzzi (Firenze, 2 dicembre 1919 – Roma, 11 marzo 2000) è stato un politico italiano, esponente del Partito Comunista Italiano e già parlamentare europeo.
Membro del Parlamento europeo dal 1976, fu eletto deputato europeo alle elezioni europee del 1979, e poi riconfermato nel 1984, per le liste del PCI. È stato presidente della Delegazione al comitato misto Parlamento europeo/Corti spagnole e della Delegazione per le relazioni con il Giappone; vicepresidente della Delegazione per le relazioni con i paesi membri dell'ASEAN, l'Organizzazione interparlamentare dell'ASEAN (AIPO) e la Repubblica di Corea.